# George Țucudean
George Marius Țucudean (Arad, 30 aprile 1991) è un ex calciatore rumeno, di ruolo attaccante.

## Palmarès

### Club
- Campionato rumeno: 4

Steaua Bucarest: 2014-2015
Viitorul Costanza: 2016-2017
CFR Cluj: 2017-2018, 2018-2019
- Coppa di Romania: 2

Dinamo Bucarest: 2011-2012
Steaua Bucarest: 2014-2015
- Cupa Ligii: 1

Steaua Bucarest: 2014-2015
- Supercoppa di Romania: 2

Dinamo Bucarest: 2012
CFR Cluj: 2018

### Individuale
- Calciatore rumeno dell'anno: 1

2018
- Capocannoniere del campionato rumeno: 2

2017-2018 (15 gol, assieme ad Harlem Gnohéré), 2018-2019 (18 gol)